# Северный фронт (РККА)
Северный фронт— оперативно-стратегическое объединение войск РККА во время Гражданской войны. Образован 15 сентября 1918 года на основании приказа РВСР от 11 сентября 1918 для борьбы с войсками интервентов и белогвардейцев на Северо-Западе, Севере и Северо-Востоке Советской Республики. Северный фронт объединил все войска от Пскова до Вятки; граница с Восточным фронтом РККА проходила по линии Балахна, Яренск, Глазов, Чердынь. Штаб фронта базировался в Ярославле.

## Состав
В состав Северного фронта входили:
- 6-я армия (1 окт. 1918 — 19 февр. 1919 г.)
- 7-я армия (1 нояб. 1918 — 19 февр. 1919 г.)
- Армия Советской Латвии (7—19 февр. 1919 г., в оперативном подчинении)
- Ладожская военная флотилия
- Онежская военная флотилия
- Северо-Двинская военная флотилия
- крепость Кронштадт (8 дек. 1918 г. — 19 февр. 1919 г.)

## Боевые действия
На северо-восточном и северном направлениях Северного фронта сплошная линия обороны отсутствовала. Природные условия (тундра, заболоченные леса и болота, суровая и снежная зима) на этих направлениях определили методы и формы ведения боевых действий, которые в основном велись вдоль основных транспортных коммуникаций (рек и дорог).
В полосе 6-й армии войска вели активную оборону на направлениях Вологда, Архангельск (по Северной Двине) и Котлас. Стратегическая задача армии состояла в том чтобы не допустить соединения армий белых на Севере и Востоке России. 7-я армия вела оборонительные бои на подступах к Петрограду в Междуозёрном районе, на Карельском перешейке и рубеже Нарва — Псков.
В январе 1919 года в ходе Шенкурской операции 6-я армия ликвидировала выступ фронта противника и создала благоприятные условия для наступления на Архангельск.
Войска 7-й армии зимой 1918 г. — 1919 г. вели наступление на нарвском и псковском направлениях, но в результате контрударов эстонских войск, при поддержке Антанты и участии финских и шведских добровольцев, были вынуждены отойти к реке Нарва. Неудачи в боевых действиях усугубились резким конфликтом между членами Реввоенсовета фронта, в разбирательстве которого пришлось принимать участие даже наркомвоенмору Л. Д. Троцкому.
Ввиду усилившейся опасности Петрограду и необходимости тесного взаимодействия 7-й армии, Армии Советской Латвии и Западной армии, директивой главкома от 12 февраля 1919 г. был образован Западный фронт (на базе управления Северного фронта), а Северный фронт 19 февраля 1919 года упразднён.

## Командный состав
Командующие:
- Д. П. Парский (15 сент. — 26 нояб. 1918 г.),
- Д. Н. Надёжный (26 нояб. 1918 — 19 февр. 1919 г.).

Члены РВС:
- Л. М. Глезаров (30 сент. — 8 дек. 1918 г.),
- Е. М. Пятницкий (30 сент. 1918 — 19 февр. 1919 г.),
- Я. Я. Тупин (12 дек. 1918 — 24 янв. 1919 г.),
- А. Я. Семашко (21 янв. — 19 февр. 1919 г.)

Начальники штаба:
- Ф. В. Костяев (20 сент. — 21 окт. 1918 г.),
- Н. Н. Доможиров (21 окт. 1918 — 19 февр. 1919 г.).

Начальники ОПЕРУ (генерал-квартирмейстер) штаба:
- Буров, Пётр Никитич — после сентября 1918 года